# Sorbus fansipanensis
Sorbus fansipanensis es una especie de planta del género Sorbus, perteneciente a la familia Rosaceae.

## Taxonomía
Sorbus fansipanensis fue descrita por Hugh A. McAllister en 2005.

## Distribución
Se encuentra en el territorio de Vietnam.